# St. Sixtus (Weisingen)

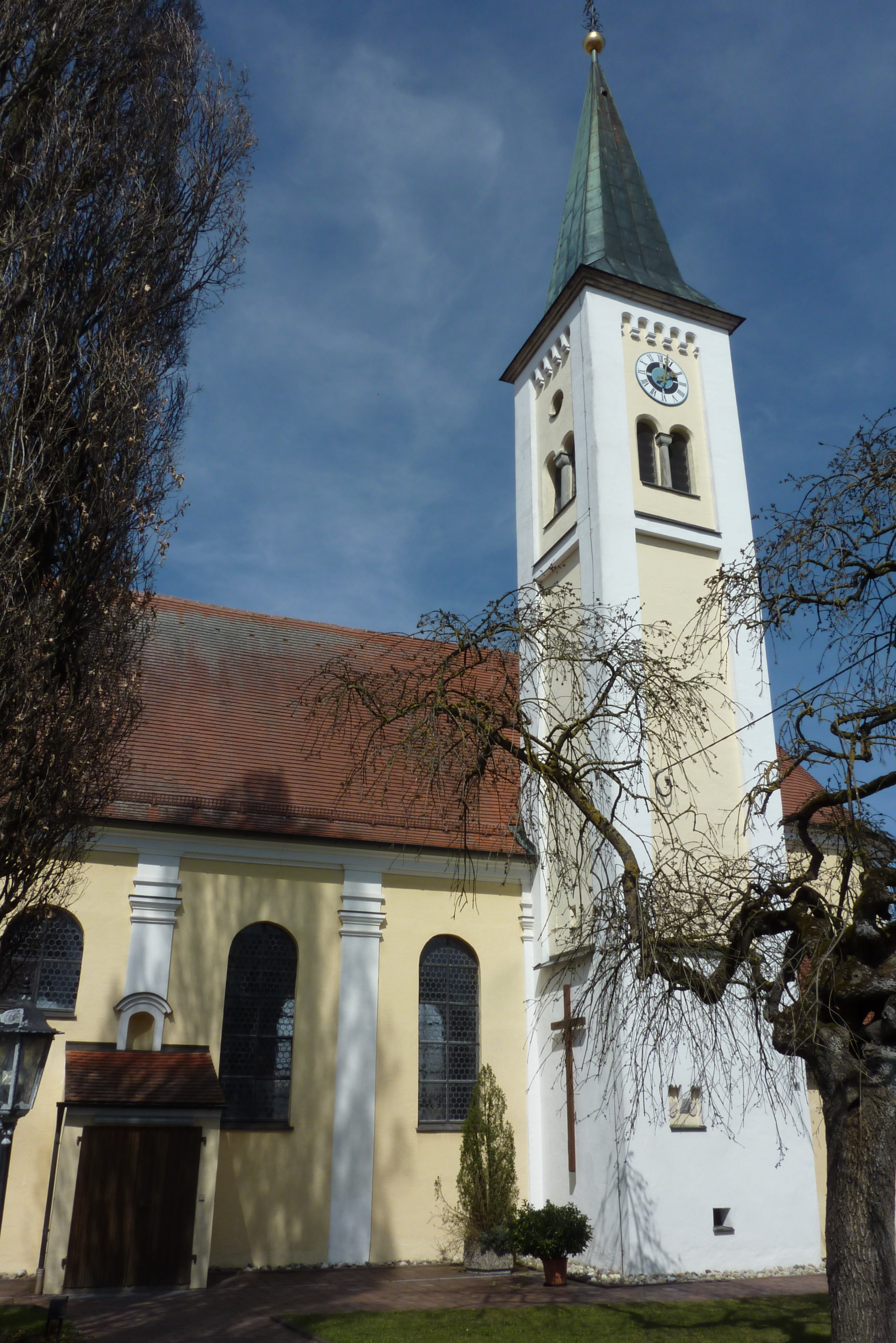
Pfarrkirche St. Sixtus

St. Sixtus ist die katholische Pfarrkirche von Weisingen, einem Ortsteil der Gemeinde Holzheim im Landkreis Dillingen an der Donau, der zum bayerischen Regierungsbezirk Schwaben gehört. Die Kirche ist dem Papst Sixtus II., auch Xystus genannt, geweiht. Das Gebäude steht auf der Liste der geschützten Baudenkmäler in Bayern.

## Geschichte
Der Ort ist erstmals in einer päpstlichen Urkunde vom 6. Juli 1209 erwähnt. Seit 1463 gab es in Weisingen ein Frühmessbenefizium, das bis 1832 zur Pfarrei Holzheim gehörte. Ein Drittel des Ortes gehörte bis 1810 zur Pfarrei Altenbaindt. Weisingen war Pfarrkuratie, bis es 1922 zur Pfarrei erhoben wurde. Bis nach dem Ersten Weltkrieg gab es eine Wallfahrt zum Heiligen Kreuz, einem aus dem 16. Jahrhundert stammenden Kreuz, das heute in der Herrgottskapelle am westlichen Ortsrand aufbewahrt wird. Die heutige Pfarrkirche wurde zwischen 1730 und 1732 von dem Dillinger Baumeister Balthasar Suiter errichtet. Um 1880 wurde der aus spätgotischer Zeit stammende Turm erhöht und mit einem Pyramidenhelm versehen. Im Unterbau des Turmes werden Mauerreste aus dem 15. Jahrhundert vermutet. Ansonsten ist von dem Vorgängerbau, einer Kapelle, die ursprünglich dem heiligen Sixtus II. und der heiligen Anna geweiht war, nichts erhalten.

## Architektur

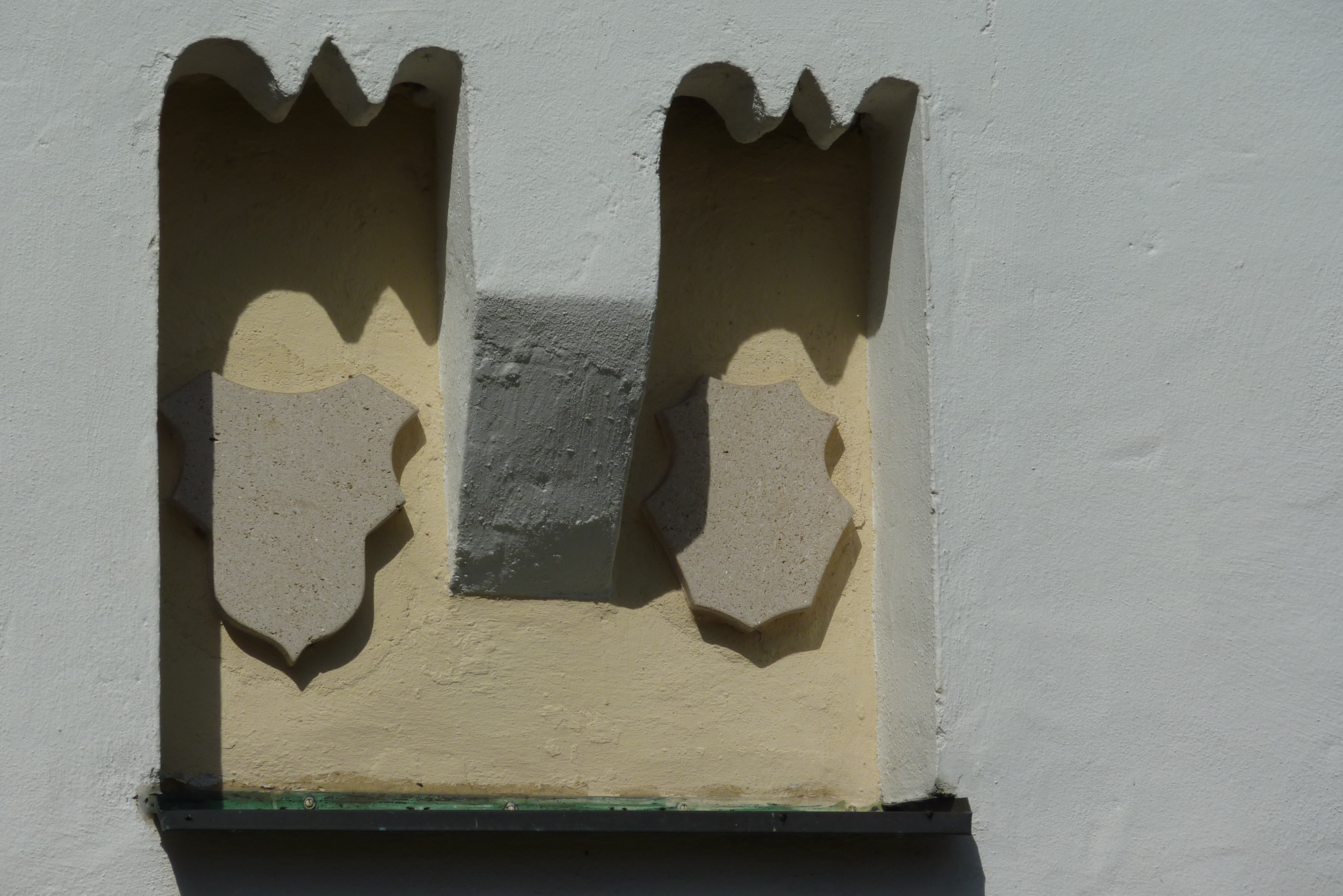
Kielbogennische mit Wappenkartuschen an der Südseite des Turmes

### Außenbau
Die Kirche ist aus verputztem Ziegelmauerwerk errichtet. Die Außenwände sind durch Pilaster mit toskanischen Kapitellen gegliedert und von großen Rundbogenfenstern durchbrochen. Am Turm verlaufen Ecklisenen. Das Glockengeschoss besitzt rundbogige, gekuppelte Schallöffnungen, deren Mittelstützen mit neoromanischen Würfelkapitellen versehen sind. Darüber öffnet sich an jeder Seite ein Kreisfenster, über dem ein Rundbogenfries mit abgetreppten Konsolen verläuft. Auf der Südseite des Erdgeschosses befinden sich in einer Nische mit doppeltem Kielbogen zwei Wappenkartuschen.

### Innenraum
Die Kirche ist einschiffig und hat einen eingezogenen, quadratischen Chor mit einer Flachkuppel auf Hängezwickeln. Ein Korbbogen öffnet das Langhaus zum Chor. Im Westen befindet sich eine durch zwei seitliche Wendeltreppen zugängliche Doppelempore, die von geschnitzten Holzpfosten mit Blüten- und Muscheldedor gestützt wird. Der Stuckdekor stammt noch aus der Entstehungszeit der Kirche und wurde von Balthasar Suiter geschaffen. Die Deckengemälde wurden 1894 von Franz-Xaver Zimmermann aus Augsburg ausgeführt. Sie stellen das Abendmahl, Szenen aus dem Marienleben, die Leidensgeschichte Jesu und die Auffindung des Wahren Kreuzes dar.

## Ausstattung

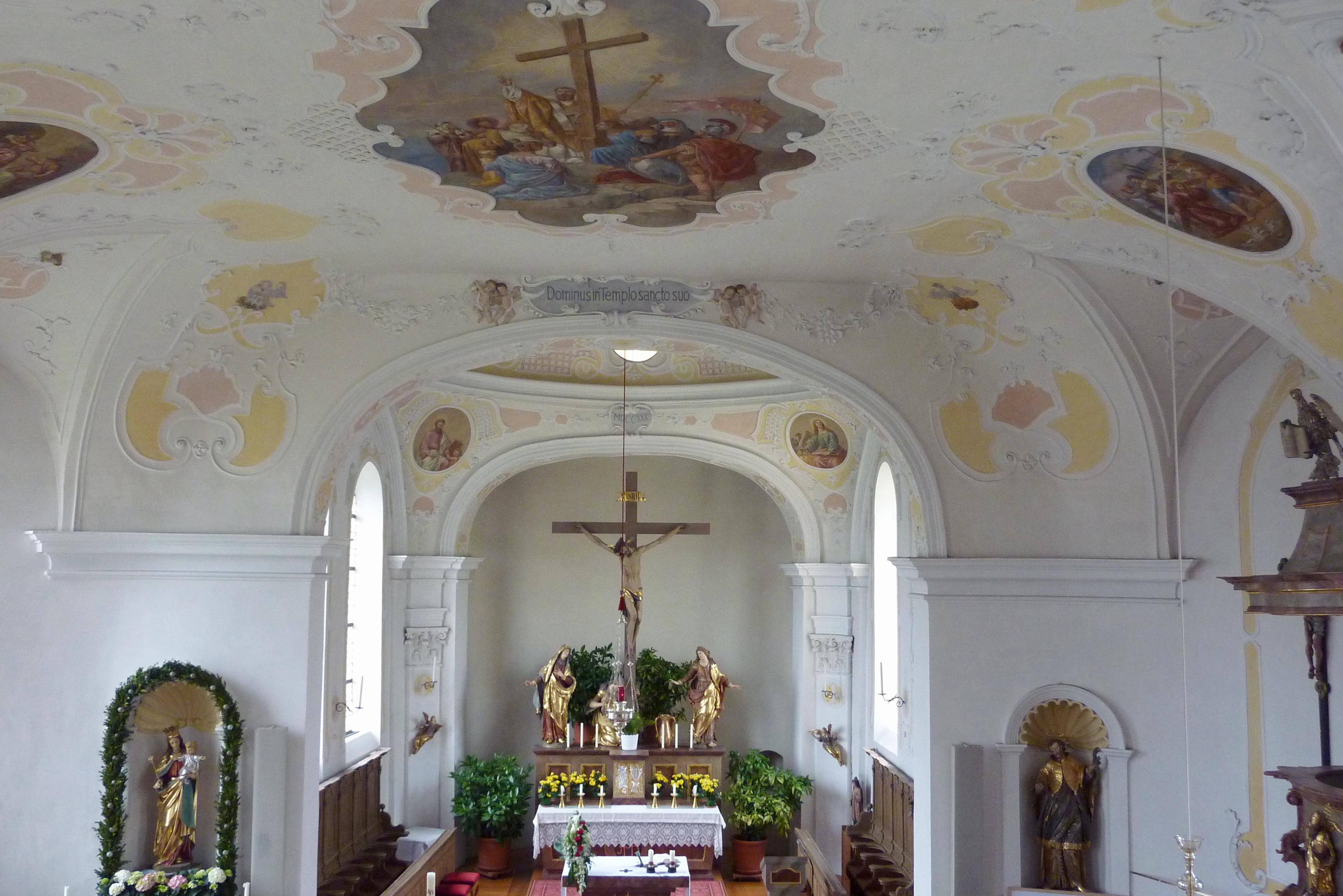
Innenansicht

- Seit 1959 steht auf dem Hochaltar eine Kreuzigungsgruppe, die sich ursprünglich in der Herrgottskapelle befand. Sie wurde um 1670/1680 geschaffen und wird wie die Skulptur von Sixtus II. an der Kanzel Johann Michael Guggenbichel zugeschrieben.
- Die Kanzel mit den Figuren der Apostel Petrus und Paulus stammt von 1733. Auf dem Schalldeckel ist als einziges Symbol der Evangelisten der Adler des Johannes erhalten geblieben. Die Figuren des heiligen Augustinus und des heiligen Nepomuk werden in das Jahr 1732 datiert und Stephan Luidl zugeschrieben.

- Aus der Erbauungszeit der Kirche stammt auch das geschnitzte Chorgestühl.

## Glocken
Im Glockenstuhl hängen vier Bronzeglocken aus den Jahren 1921 und 1949.
Am 9. Januar 1942 mussten die drei größten Glocken mit einem Gesamtgewicht von 1.545 kg abgenommen werden. 1948 setzte sich Pfarrer Josef Sonner für die Anschaffung einer zweiten Glocke ein. Das notwendige Material wurde durch Vermittlung des Maurermeister Georg Lipp bei MAN in Augsburg und Maffei in München bezogen. Als Bezahlung wurden rationierte Lebensmittel wie Speck, Speisefett oder Butter vereinbart. Eine im Dorf durchgeführte Spendensammlung brachte allerdings genug Lebensmittel zusammen, um gleich drei Glocken beschaffen zu können. Der Guss erfolgte am 27. Februar 1949 bei der Glockengießerei Wolfahrt in Lauingen.
| Nr. | Widmung    | Gussjahr | Gießer, Gussort            | Durchmesser | Gewicht | Ton | Bildschmuck         | Inschrift |
| --- | ---------- | -------- | -------------------------- | ----------- | ------- | --- | ------------------- | --- |
| 1   | hl. Xystus | 1949     | Georg Wohlfahrt (Lauingen) | 1070 mm     | 617 kg  | f   | hl. Xystus          | Heiliger Xystus schütze unsere Heimat! Frieden zu künden bin ich bereit Nach Krieg und Not in schwerer Zeit. Gestiftet von Baumeister Georg Lipp, Maria Lipp geb. Wais und Kreszens Lipp geb. Reiter – Kuhn-Wolfahrt Lauingen 1949 |
| 2   | Herz-Jesu  | 1949     | Georg Wohlfahrt (Lauingen) | 950 mm      | 432 kg  | g   | Herz-Jesu           | Heiligstes Herz Jesu sei unsere Rettung für Zeit und Ewigkeit! Wilh. Kuhn und Wolfahrt Lauingen 1949 |
| 3   | hl. Maria  | 1949     | Georg Wohlfahrt (Lauingen) | 850 mm      | 332 kg  | a   | Maria mit Jesuskind | Unter deinen Schutz und Schirm fliehen wir. Wilh. Kuhn und Wolfahrt Lauingen 1949 |
| 4   |            | 1921     | Fritz Hamm (Augsburg)      | 745 mm      | 243 kg  | d   |                     | An Stelle der umsonst 1917 fuers Vaterland geopferten Glocken gegossen im Jahre 1921 von F. Hamm in Augsburg |